# Crithopsis
Crithopsis, monotipski rod jednogodišnjeg bilja iz južnog i istočnog Mediterana pa do Irana. Dio je podtribusa Hordeinae, porodica travovki.

## Sinonimi
Popis sinonima:
- Agropyron cretense Coustur. & Gand.
- Crithopsis brachytricha Walp.
- Crithopsis rhachitricha Jaub. & Spach
- Elymus aegyptiacus Spreng.
- Elymus brachytrichus Walp.
- Elymus delileanus Schult.
- Elymus geniculatus Delile
- Elymus rhachitrichus Hochst. ex Jaub. & Spach
- Elymus subulatus Forssk.
- Eremopyrum cretense (Coustur. & Gand.) Nevski
- Hordeum delileanum (Schult.) Hack.
- Hordeum geniculatum Thell.